# راجر فدرر
راجر فدرر (انگلیسی: Roger Federer؛ زاده ۸ اوت ۱۹۸۱) بازیکنان تنیس حرفه‌ای سابق اهل سوئیس است. او برای ۲۳۷ هفته پیاپی و مجموع ۳۱۰ هفته در جایگاه اول فهرست مردان شماره ۱ تنیس جهان از سوی انجمن تنیس حرفه‌ای بوده است.
فدرر با قهرمانی در ۲۰ گرنداسلم، پس از نواک جوکوویچ و رافائل نادال در مجموع مسابقات گرنداسلم در رده سوم قرار دارد. فدرر در کنار بیورن برگ، رکورددار قهرمانی متوالی در مسابقات تنیس ویمبلدون است. او پنج سال متوالی قهرمان مسابقات تنیس ویمبلدون بود و در مجموع با ۸ قهرمانی در ویمبلدون، رکورددار است.

## دوران کودکی
راجر فدرر در ۸ اوت ۱۹۸۱ در بازل سوئیس به دنیا آمد. پدرش «رابرت فدرر» و مادرش «لینت فدرر» نام دارند. پس از تولد به همراه خانواده، به منطقه‌ای به نام مانچسین در حومه شهر بازل مهاجرت کرد.
او به زبان‌های انگلیسی، آلمانی، فرانسوی، ایتالیایی، و سوئدی مسلط است.

## علاقه به تنیس
خواهر فدرر در مورد کودکی او می‌گوید: «راجر از ۶ سالگی پای تنیس آزاد استرالیا و ویمبلدون می‌نشست و همین علاقه باعث شد تا پدر در ۸ سالگی او را در مدرسه تنیس ثبت نام کند. هنگامی که او ۱۰ ساله بود، همه مردم شهر با هیجان از بازی خوب او در زمین تنیس حرف می‌زدند. زمانی‌که هم سن و سالان خود را با ضربات دیدنی راکت شکست می‌داد، حریفانش را در آغوش می‌گرفت و به آن‌ها می‌گفت: شما دفعه بعد مرا خواهید برد. راجر با جدیت کامل به پیشرفت در این ورزش نائل شد و حالا خوشحالم که او یک نام بزرگ و ستاره در این ورزش است.»
راجر در ابتدا فوتبال را هم در کنار تنیس دنبال می‌کرد، اما بعد از مدتی با رها کردن فوتبال تمرکز خود را روی تنیس گذاشت و در ۱۳ سالگی با ترک زادگاهش برای تحصیل در آکادمی حرفه‌ای تنیس سوئیس، عازم شهر زوریخ شد.

## آغاز تنیس حرفه‌ای

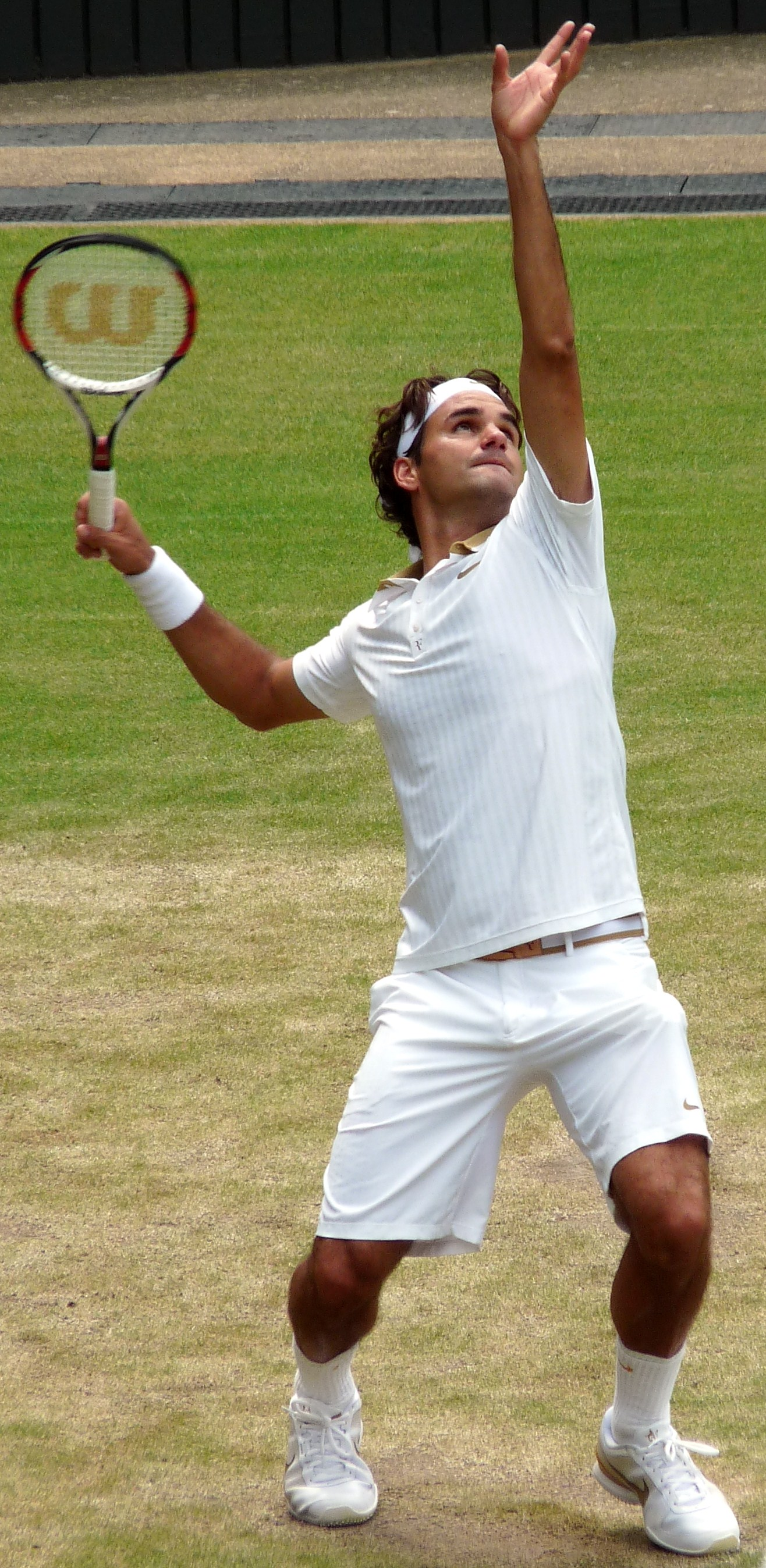
فدرر در ویمبلدون سال ۲۰۰۹، جایی که رکورد گرند اسلم را شکست.

فدرر تا ۱۶ سالگی مدام مصدوم بود و نمی‌توانست خوب و مرتب به تمرین بپردازد. اما سرانجام با بهبود مصدومیت‌هایش توانست در سال ۱۹۹۸ به دنیای حرفه‌ای تنیس وارد شود و به اتحادیه تنیسورهای حرفه‌ای اف۸جهان بپیوندد.
رویارویی وی با بیون بورگ در اوایل ورودش به جمع حرفه‌ای‌ها که با شکست راجر همراه بود درس‌های بزرگی به وی داد و پس از شکست از این قهرمان پر آوازه آن سال‌ها، فدرر در مسیر پیشرفت قرار گرفت.
راجر در سال ۱۹۹۸ وارد تیم جام دیویس سوئیس شد و در حالی که کم سن و سال‌ترین عضو تیم سوئیس بود به عنوان بهترین تنیسور تیم برگزیده شد.
رقابت‌های تنیس میلان اولین رقابت‌های جهانی بود که فدرر توانست به قهرمانی در آن دست یابد. فتح این رقابت‌ها در سال ۲۰۰۱ برای راجر محقق شد و این آغازی برای قهرمانی‌های پیاپی او بود. 

امضای راجر فدرر

## ازدواج
ناکامی‌های پی در پی فدرر، سال ۲۰۰۸ را برای او به کابوسی واقعی مبدل می‌کرد و برای هوادارانش نیز شکست‌های او قابل باور نبود.
چند باخت متوالی در رویارویی با نفر دوم رده‌بندی بهترین‌های تنیس (رافائل نادال) او را از فرم خوب خود خارج کرد و آنقدر در طول یک سال باخت تا اختلاف فاحش امتیازاتش با نفرات دوم و سوم در جدول کاهش یابد.
فدرر بالاخره جای خود را در جدول رده‌بندی به نادال داد و به رتبه دوم تنزل یافت. در چنین شرایطی بود که راجر در وبگاه شخصی اش خبر ازدواج خود را اعلام کرد.
همسر او میرکا فدرر اصالت اسلواکی و تابعیت سوئیس را دارد. میرکا که حدود سه سال از راجر بزرگتر است در رقابت‌های بازی‌های المپیک تابستانی ۲۰۰۰ سیدنی عضو تیم تنیس زنان سوئیس بود و آشنایی راجر با وی به همین بازی‌ها بر می‌گردد. بالاترین رتبه میرکا در رده‌بندی جهانی تنیس، عنوان هفتاد و ششمی است که در اول سپتامبر ۲۰۰۱ به آن دست یافت. او در سال ۲۰۰۲ به علت مصدومیت از ناحیه پا بازنشستگی اش را اعلام کرد. آن‌ها در ۱۱ آوریل ۲۰۰۹ در ریان (سوئیس) با یکدیگر ازدواج کردند. برخلاف تصور، مراسم ویژه‌ای برگزار نشد و تنها دوستان نزدیک عروس و داماد امکان حضور در مجلس را یافتند.
در ژوئیه سال ۲۰۰۹ فدرر و همسرش صاحب دو دختر دوقلو و در سال ۲۰۱۴ صاحب دو پسر دوقلو شدند.

## اوج‌گیری دوباره
او از سال ۲۰۱۱ تا ۲۰۱۶ تنها یک بار برنده گرند اسلم شد. در سال ۲۰۱۶ زانوی فدرر در حالی که بچه‌هایش را به حمام برده بود صدمه دید و مجبور به جراحی زانو شد. این عامل به همراه مصدومیت کمر باعث دوری او از مسابقات شد. در رقابت‌های ویمبلدون در حالی که برای برگرداندن فورهند میلوش رائونیچ تلاش می‌کرد با صورت به زمین‌خورد و سرانجام راضی شد از راکتی با صفحه بزرگ‌تر استفاده کند. اما در سال ۲۰۱۷، به قهرمانی ۲ گرند اسلم رسید و در رقابت‌های ژانویه ۲۰۱۸ اوپن استرالیا در حالی به پیروزی رسید که تنها ۲ ست را (هر دو ست در فینال) به حریفان خود واگذار کرد.

## درآمد
راجر فدرر در مجموع پُردرآمدترین بازیکن جهان است. او در مجله فوربز از سال ۲۰۱۲ تا ۲۰۱۶ به ترتیب به عنوان پنجمین، دومین، هفتمین، پنجمین و چهارمین ورزشکار پردرآمد معرفی شده است. از سال ۱۹۹۸ که به جمع حرفه‌ای‌ها پیوسته تاکنون ۴۵ میلیون دلار جایزه گرفته است و به غیر از سال نخست به‌طور میانگین سالی چهار و نیم میلیون دلار درآمد دارد.
نکته مهم اینکه، فدرر با شکستن رکورد جوایز نقدیِ پیت سمپراس، هم‌اکنون از این حیث نیز، در صدر موفّق‌ترین تنیس‌بازان جهان جای دارد.
در سال ۲۰۱۳ پردرآمدترین بازیکن تنیس شد. او سالیانه ۴۰ تا ۵۰ میلیون یورو از محل جوایز و اسپانسرهایش، از جمله نایکی، کردیت سوئیس و رولکس درآمد دارد.

## افتخارات
فدرر تاکنون توانسته است عنوان‌های متعددی را در دنیای تنیس از آن خود کند. از جمله:
- ۲۰ بار قهرمانی در تورنمنت‌های گرند اسلم: هشت بار در اوپن ویمبلدون، شش بار تنیس آزاد استرالیا، پنج بار در آزاد آمریکا و بالاخره یک بار هم در جام آزاد فرانسه
- کسب مقام سوم و مدال برنز المپیک سیدنی
- کسب مدال طلا در بازی‌های المپیک تابستانی ۲۰۰۸ پکن در قسمت دو نفره
- کسب مدال نقره در بازی‌های المپیک تابستانی ۲۰۱۲ لندن

وی تنها بازیکنی است که موفق شده هم مسابقات تنیس آزاد آمریکا و هم اوپن ویمبلدون را در پنج سال متوالی، فتح کند.
فدرر با قهرمانی در مسابقات آزاد استرالیا در سال ۲۰۱۸ تبدیل به مسن‌ترین قهرمان گرند اسلم‌ها طی ۴۵ سال گذشته شد. فدرر در سال ۲۰۱۸ برای شانزدهمین بار پیاپی از سوی هواداران به عنوان محبوب‌ترین بازیکن مرد تنیس جهان انتخاب شد. فدرر از سال ۲۰۰۳ این جایزه را به خود اختصاص داده است.

## رسیدن به رکورد ۱۰۰ قهرمانی
راجر فدرر با قهرمانی در دومین تورنمنت تنیس خود در سال ۲۰۱۹ به رکورد رؤیایی صد قهرمانی دست یافت.
او در فینال مسابقات تنیس دوبی با نتیجه ۲–۰ بر استفانوس تسیتسیپاس به پیروزی رسید تا علاوه بر انتقام شکست در تنیس آزاد استرالیا از استفانوس بتواند به این افتخار ارزشمند دست یابد. این نهمین قهرمانی اش در دوبی بود.
جیمی کانرز آمریکایی با ۱۰۹ قهرمانی بالاتر از راجر فدرر قرار دارد.

## آمار

### تنیس حرفه‌ای
| W | F | SF | QF | #R | RR | Q# | A | NH |

| رقابت‌ها         | ۱۹۹۸ | ۱۹۹۹ | ۲۰۰۰ | ۲۰۰۱ | ۲۰۰۲ | ۲۰۰۳ | ۲۰۰۴ | ۲۰۰۵ | ۲۰۰۶ | ۲۰۰۷ | ۲۰۰۸ | ۲۰۰۹ | ۲۰۱۰ | ۲۰۱۱ | ۲۰۱۲ | ۲۰۱۳ | ۲۰۱۴ | ۲۰۱۵ | ۲۰۱۶ | ۲۰۱۷ | ۲۰۱۸ | SR      | W–L    | برد ٪ |
| --------------- | ---- | ---- | ---- | ---- | ---- | ---- | ---- | ---- | ---- | ---- | ---- | ---- | ---- | ---- | ---- | ---- | ---- | ---- | ---- | ---- | ---- | ------- | ------ | ----- |
| Australian Open | A    | Q۱   | ۳R   | ۳R   | ۴R   | ۴R   | W    | SF   | W    | W    | SF   | F    | W    | SF   | SF   | SF   | SF   | ۳R   | SF   | W    | W    | ۶ / ۱۹  | ۹۴–۱۳  | ۸۷٫۹  |
| آزاد فرانسه     | A    | ۱R   | ۴R   | QF   | ۱R   | ۱R   | ۳R   | SF   | F    | F    | F    | W    | QF   | F    | SF   | QF   | ۴R   | QF   | A    | A    |      | ۱ / ۱۷  | ۶۵–۱۶  | ۸۰٫۲  |
| ویمبلدون        | A    | ۱R   | ۱R   | QF   | ۱R   | W    | W    | W    | W    | W    | F    | W    | QF   | QF   | W    | ۲R   | F    | F    | SF   | W    |      | ۸ / ۱۹  | ۹۱–۱۱  | ۸۹٫۲  |
| آزاد آمریکا     | A    | Q۲   | ۳R   | ۴R   | ۴R   | ۴R   | W    | W    | W    | W    | W    | F    | SF   | SF   | QF   | ۴R   | SF   | F    | A    | QF   |      | ۵ / ۱۷  | ۸۲–۱۲  | ۸۷٫۲  |
| برد–باخت        | ۰–۰  | ۰–۲  | ۷–۴  | ۱۳–۴ | ۶–۴  | ۱۳–۳ | ۲۲–۱ | ۲۴–۲ | ۲۷–۱ | ۲۶–۱ | ۲۴–۳ | ۲۶–۲ | ۲۰–۳ | 20–4 | ۱۹–۳ | ۱۳–۴ | ۱۹–۴ | ۱۸–۴ | ۱۰–۲ | ۱۸–۱ | ۷–۰  | 20 / 72 | 332–52 | ۸۶٫۵  |

توضیح: فدرر در ۲۰۰۴ و ۲۰۱۲ آزاد آمریکا و ۲۰۰۷ قهرمانی ویمبلدون برنده fourth-round walkovers و در آزاد استرالیا در سال ۲۰۱۲ برنده second-round walkover شد. این پیروزی‌ها در این جدول آورده نشده‌اند.

#### رقابت‌های گرند اسلم
حضور در ۳۰ فینال (۲۰ عنوان قهرمانی-۱۰ بار باخت)
| نتیجه | Year | رقابت‌ها           | سطح | حریف                                  | امتیاز                              |
| ----- | ---- | ----------------- | --- | ------------------------------------- | ----------------------------------- |
| برد   | ۲۰۰۳ | ویمبلدون          | چمن | مارک فیلیپوسیس                        | ۷–۶(۷–۵)، ۶–۲، ۷–۶(۷–۳)             |
| برد   | ۲۰۰۴ | آزاد استرالیا     | سخت | [[مارات سافین\|]] مارات سافین         | ۷–۶(۷–۳)، ۶–۴، ۶–۲                  |
| برد   | ۲۰۰۴ | ویمبلدون (۲)      | چمن | [[اندی رادیک\|]] اندی رادیک           | ۴–۶، ۷–۵، ۷–۶(۷–۳)، ۶–۴             |
| برد   | ۲۰۰۴ | آزاد آمریکا       | سخت | لیتون هیوئیت                          | ۶–۰، ۷–۶(۷–۳)، ۶–۰                  |
| برد   | ۲۰۰۵ | ویمبلدون (۳)      | چمن | اندی رادیک                            | ۶–۲، ۷–۶(۷–۲)، ۶–۴                  |
| برد   | ۲۰۰۵ | آزاد آمریکا (۲)   | سخت | آندره آغاسی                           | ۶–۳، ۲–۶، ۷–۶(۷–۱)، ۶–۱             |
| برد   | ۲۰۰۶ | آزاد استرالیا (۲) | سخت | [[مارکوس باغداتیس\|]] مارکوس باغداتیس | ۵–۷، ۷–۵، ۶–۰، ۶–۲                  |
| باخت  | ۲۰۰۶ | آزاد فرانسه       | شن  | [[رافائل نادال\|]] رافائل نادال       | ۶–۱، ۱–۶، ۴–۶، ۶–۷(۴–۷)             |
| برد   | ۲۰۰۶ | ویمبلدون (۴)      | چمن | رافائل نادال                          | ۶–۰، ۷–۶(۷–۵)، ۶–۷(۲–۷)، ۶–۳        |
| برد   | ۲۰۰۶ | آزاد آمریکا (۳)   | سخت | اندی رادیک                            | ۶–۲، ۴–۶، ۷–۵، ۶–۱                  |
| برد   | ۲۰۰۷ | آزاد استرالیا (۳) | سخت | فرناندو گونزالس                       | ۷–۶(۷–۲)، ۶–۴، ۶–۴                  |
| باخت  | ۲۰۰۷ | آزاد فرانسه       | شن  | رافائل نادال                          | ۳–۶، ۶–۴، ۳–۶، ۴–۶                  |
| برد   | ۲۰۰۷ | ویمبلدون (۵)      | چمن | رافائل نادال                          | ۷–۶(۹–۷)، ۴–۶، ۷–۶(۷–۳)، ۲–۶، ۶–۲   |
| برد   | ۲۰۰۷ | آزاد آمریکا (۴)   | سخت | نواک جوکوویچ                          | ۷–۶(۷–۴)، ۷–۶(۷–۲)، ۶–۴             |
| باخت  | ۲۰۰۸ | آزاد فرانسه       | شن  | رافائل نادال                          | ۱–۶، ۳–۶، ۰–۶                       |
| باخت  | ۲۰۰۸ | ویمبلدون          | چمن | رافائل نادال                          | ۴–۶، ۴–۶، ۷–۶(۷–۵)، ۷–۶(۱۰–۸)، ۷–۹  |
| برد   | ۲۰۰۸ | آزاد آمریکا (۵)   | سخت | اندی ماری                             | ۶–۲، ۷–۵، ۶–۲                       |
| باخت  | ۲۰۰۹ | آزاد استرالیا     | سخت | رافائل نادال                          | ۵–۷، ۶–۳، ۶–۷(۳–۷)، ۶–۳، ۲–۶        |
| برد   | ۲۰۰۹ | آزاد فرانسه       | شن  | رابین سودرلینگ                        | ۶–۱، ۷–۶(۷–۱)، ۶–۴                  |
| برد   | ۲۰۰۹ | ویمبلدون (۶)      | چمن | اندی رادیک                            | ۵–۷، ۷–۶(۸–۶)، ۷–۶(۷–۵)، ۳–۶، ۱۶–۱۴ |
| باخت  | ۲۰۰۹ | آزاد آمریکا       | سخت | خوآن مارتین دل پوترو                  | ۶–۳، ۶–۷(۵–۷)، ۶–۴، ۶–۷(۴–۷)، ۲–۶   |
| برد   | ۲۰۱۰ | آزاد استرالیا (۴) | سخت | اندی ماری                             | ۶–۳، ۶–۴، ۷–۶(۱۳–۱۱)                |
| باخت  | ۲۰۱۱ | آزاد فرانسه       | شن  | رافائل نادال                          | ۵–۷، ۶–۷(۳–۷)، ۷–۵، ۱–۶             |
| برد   | ۲۰۱۲ | ویمبلدون (۷)      | چمن | اندی ماری                             | ۴–۶، ۷–۵، ۶–۳، ۶–۴                  |
| باخت  | ۲۰۱۴ | ویمبلدون          | چمن | نواک جوکوویچ                          | ۷–۶(۹–۷)، ۴–۶، ۶–۷(۴–۷)، ۷–۵، ۴–۶   |
| باخت  | ۲۰۱۵ | ویمبلدون          | چمن | نواک جوکوویچ                          | ۶–۷(۱–۷)، ۷–۶(۱۲–۱۰)، ۴–۶، ۳–۶      |
| باخت  | ۲۰۱۵ | آزاد آمریکا       | سخت | نواک جوکوویچ                          | ۴–۶، ۷–۵، ۴–۶، ۴–۶                  |
| برد   | ۲۰۱۷ | آزاد استرالیا (۵) | سخت | رافائل نادال                          | ۶–۴، ۳–۶، ۶–۱، ۳–۶، ۶–۳             |
| برد   | ۲۰۱۷ | ویمبلدون (۸)      | چمن | مارین چیلیچ                           | ۶–۳، ۶–۱، ۶–۴                       |
| برد   | ۲۰۱۸ | آزاد استرالیا (۶) | سخت | مارین چیلیچ                           | ۶–۲، ۶–۷(۵–۷)، ۶–۳، ۳–۶، ۶–۱        |

#### رکوردها

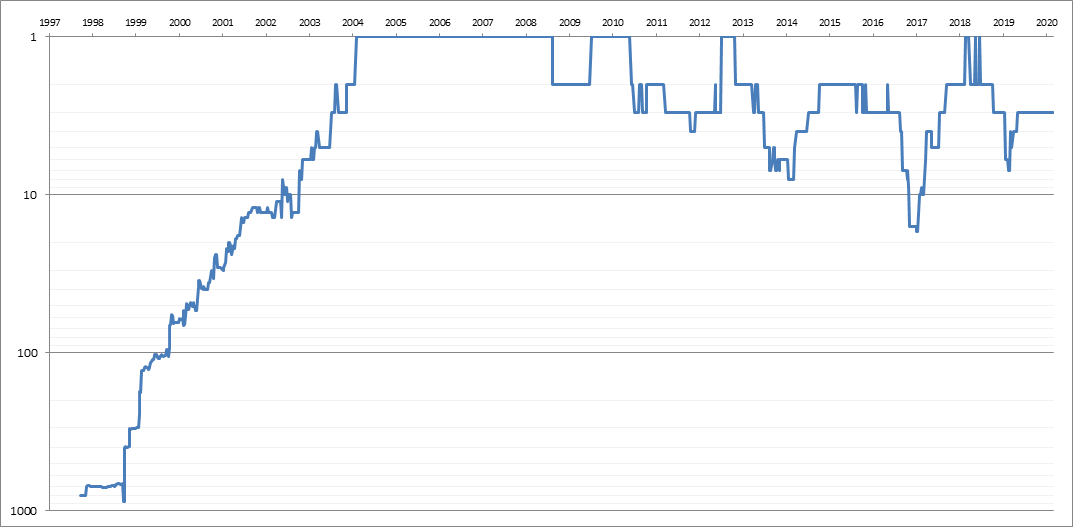
نمودار رده‌بندی‌های فدرر از ۱۹۹۷ تا ۲۰۱۵

| رقابت‌ها   | از   | رکوردهای بدست آورده                                                                  | بازیکنان همراه | منابع         |
| --------- | ---- | ------------------------------------------------------------------------------------ | -------------- | ------------- |
| گرند اسلم | ۱۸۷۷ | در مجموع ۲۰ عنوان قهرمانی در انفرادی مردان                                           | به تنهایی      | [ ۲۹ ]        |
| گرند اسلم | ۱۸۷۷ | ۳ انفرادی مردان هر سال، ۳ بار بدست می‌آورد (۲۰۰۴، ۲۰۰۶–۰۷)                            | به تنهایی      |               |
| گرند اسلم | ۱۸۷۷ | ۲ انفرادی مردان هر سال، ۶ بار بدست می‌آورد (۲۰۰۴–۰۷، ۲۰۰۹، ۲۰۱۷)                      | به تنهایی      |               |
| گرند اسلم | ۱۸۷۷ | ۵ برد پیاپی در ۲ گرند اسلم (۲۰۰۳–۲۰۰۷ ویمبلدون، ۲۰۰۴–۲۰۰۸ آزاد آمریکا)               | به تنهایی      |               |
| گرند اسلم | ۱۸۷۷ | ۳۰ انفرادی مردان فینال در مجموع                                                      | به تنهایی      | [ ۳۰ ]        |
| گرند اسلم | ۱۸۷۷ | ۴۳ انفرادی مردان نیمه نهایی در مجموع                                                 | به تنهایی      | [ ۳۱ ] [ ۳۲ ] |
| گرند اسلم | ۱۸۷۷ | ۵۲ انفرادی مردان یک‌چهارم نهایی در مجموع                                              | به تنهایی      | [ ۳۳ ] [ ۳۴ ] |
| گرند اسلم | ۱۸۷۷ | حضور در ۷۲ رقابت انفرادی مردان                                                       | به تنهایی      |               |
| گرند اسلم | ۱۸۷۷ | ۱۰ پیاپی انفرادی مردان فینال                                                         | به تنهایی      | [ ۳۵ ]        |
| گرند اسلم | ۱۸۷۷ | ۲۳ پیاپی انفرادی مردان نیمه نهایی                                                    | به تنهایی      | [ ۳۶ ] [ ۳۷ ] |
| گرند اسلم | ۱۸۷۷ | ۳۶ پیاپی انفرادی مردان یک‌چهارم نهایی                                                 | به تنهایی      | [ ۳۸ ]        |
| گرند اسلم | ۱۸۷۷ | ۶۵ پیاپی انفرادی مردان رقابت‌ها حضور                                                  | به تنهایی      | [ ۳۹ ] [ ۴۰ ] |
| گرند اسلم | ۱۸۷۷ | ۳۳۲ انفرادی مسابقه برد در مجموع                                                      | به تنهایی      | [ ۴۱ ] [ ۴۲ ] |
| گرند اسلم | ۱۸۷۷ | در مجموع ۱۷۶ برد در زمین سخت                                                         | به تنهایی      |               |
| گرند اسلم | ۱۸۷۷ | ۸۷٫۶٪ بالاترین درصد پیروزی در زمین سخت                                               | به تنهایی      |               |
| گرند اسلم | ۱۸۷۷ | بیش از ۵ عنوان قهرمانی در ۳ دوره رقابت متفاوت (ویمبلدون، آزاد آمریکا، آزاد استرالیا) | به تنهایی      |               |
| گرند اسلم | ۱۸۷۷ | بیش از ۶ عنوان قهرمانی در ۲ دوره رقابت متفاوت (ویمبلدون، آزاد استرالیا)              | به تنهایی      |               |
| گرند اسلم | ۱۸۷۷ | ۱۱ انفرادی مردان فینال                                                               | به تنهایی      |               |
| گرند اسلم | ۱۸۷۷ | حضور در بیش از ۷ فینال در ۳ رقابت اصلی                                               | به تنهایی      |               |

### در دوره تنیس آزاد
- رکوردهای برجسته نشانه دستاورد منحصر به فرد هستند.
- رکوردهای ایتالیک هنوز هم وجود دارند.

| دوره زمانی                              | رکوردهای منتخب رقابت‌های گرند اسلم               | بازیکنان مقابل                                 |
| --------------------------------------- | ----------------------------------------------- | ---------------------------------------------- |
| ۲۰۰۳ ویمبلدون – ۲۰۰۹ آزاد فرانسه        | گرند اسلم حرفه‌ای                                | راد لیور آندره آغاسی رافائل نادال نواک جوکوویچ |
| ۲۰۰۳ ویمبلدون – ۲۰۱۸ آزاد استرالیا      | بیش از ۵ عنوان قهرمانی در ۳ دوره رقابت اصلی     | به تنهایی                                      |
| ۲۰۰۳ ویمبلدون – ۲۰۰۸ آزاد آمریکا        | عنوان قهرمانی پیاپی در ۲ دوره رقابت اصلی متفاوت | به تنهایی                                      |
| ۲۰۰۳ ویمبلدون – ۲۰۱۸ آزاد استرالیا      | بیش از ۵ عنوان قهرمانی در ۴ دوره رقابت اصلی     | به تنهایی                                      |
| ۲۰۰۳ ویمبلدون – ۲۰۰۶ آزاد استرالیا      | برنده در ۷ فینال نخست                           | به تنهایی                                      |
| ۲۰۰۴ آزاد استرالیا – ۲۰۱۸ آزاد استرالیا | ۱۱ عنوان قهرمانی در زمین سخت                    | به تنهایی                                      |
| ۲۰۰۶ ویمبلدون – ۲۰۱۸ آزاد استرالیا      | رسیدن به ۶ فینال بدون باخت حتی در یک ست         | رافائل نادال                                   |
| ۲۰۰۸ آزاد آمریکا – ۲۰۰۹ ویمبلدون        | برنده هم‌زمان در زمین‌های شن، چمن، و سخت          | رافائل نادال نواک جوکوویچ                      |
| ۲۰۰۴ آزاد استرالیا – ۲۰۱۸ آزاد استرالیا | ۶ برد در فینال مسابقات قهرمانی اصلی             | بیورن بوری                                     |
| ۲۰۰۶–۲۰۰۷ & ۲۰۰۹                        | ۶پیروزی در تمام ۴ فینال اصلی در ۱ فصل           | راد لیور نواک جوکوویچ                          |
| ۲۰۰۰ آزاد استرالیا – ۲۰۱۸ آزاد استرالیا | بی از ۸۰ برد و ۳ پیروزی در ۳ سری رقابت‌های عمده  | به تنهایی                                      |
| ۲۰۰۶                                    | ۲۷ برد مسابقه در ۱ فصل                          | نواک جوکوویچ                                   |
| ۲۰۱۷ آزاد استرالیا                      | ۴ مسابقه پیروزی رقابت‌ها                         | گیرمو ویلس بیورن بوری متس ویلاندر              |
| ۱۹۹۹ آزاد فرانسه – ۲۰۱۸ آزاد استرالیا   | حضور در ۷۲ رقابت اصلی                           | به تنهایی                                      |

| رقابت‌ها              | دوره زمانی | رکوردها در گرند اسلم رقابت‌ها                                            | بازیکنان مقابل                   | منابع         |
| -------------------- | ---------- | ----------------------------------------------------------------------- | -------------------------------- | ------------- |
| آزاد استرالیا        | ۲۰۰۴–۲۰۱۸  | ۶ عنوان قهرمانی در مجموع                                                | نواک جوکوویچ                     |               |
| آزاد استرالیا        | ۲۰۰۴–۲۰۱۸  | ۷ فینال در مجموع                                                        | به تنهایی                        |               |
| آزاد استرالیا        | ۲۰۰۷       | برنده بدون باختن در هیچ ست                                              | کن روزوال                        | [ ۵۴ ]        |
| آزاد استرالیا        | ۲۰۰۴–۲۰۱۴  | ۱۱ پیاپی نیمه نهایی                                                     | به تنهایی                        | [ ۵۵ ]        |
| آزاد استرالیا        | ۲۰۰۰–۲۰۱۸  | ۹۴ مسابقه برد در مجموع                                                  | به تنهایی                        | [ ۵۴ ]        |
| آزاد استرالیا        | ۲۰۰۶–۲۰۰۸  | برنده پیاپی در ۳۰ ست                                                    | به تنهایی                        | [ ۵۶ ]        |
| آزاد فرانسه–ویمبلدون | ۲۰۰۹       | یک "Channel Slam" را به پایان رساند: برنده هر دو دوره رقابت‌ها در یک سال | راد لیور بیورن بوری رافائل نادال | [ ۵۷ ]        |
| ویمبلدون             | ۲۰۰۳–۲۰۱۷  | ۸ عنوان قهرمانی در مجموع                                                | به تنهایی                        | [ ۵۸ ] [ ۵۹ ] |
| ویمبلدون             | ۲۰۰۳–۲۰۰۷  | ۵ عنوان قهرمانی‌پیاپی                                                    | بیورن بوری                       | [ ۶۰ ]        |
| ویمبلدون             | ۲۰۱۷       | برنده بدون باختن در هیچ ست                                              | بیورن بوری                       | [ ۵۸ ] [ ۵۹ ] |
| ویمبلدون             | ۲۰۰۱–۲۰۱۷  | ۹۱ مسابقه برد در مجموع                                                  | به تنهایی                        | [ ۶۱ ]        |
| ویمبلدون             | ۲۰۰۳–۲۰۱۷  | ۱۱ فینال در مجموع                                                       | به تنهایی                        | [ ۶۲ ] [ ۶۳ ] |
| ویمبلدون             | ۲۰۰۳–۲۰۰۹  | ۷ پیاپی فینال                                                           | به تنهایی                        | [ ۶۴ ]        |
| ویمبلدون             | ۲۰۰۵–۲۰۰۶  | ۳۴ پیروزی پیاپی در ست                                                   | به تنهایی                        | [ ۶۵ ]        |
| آزاد آمریکا          | ۲۰۰۴–۲۰۰۸  | ۵ عنوان قهرمانی در مجموع                                                | جیمی کانرز پیت سمپراس            | [ ۶۶ ]        |
| آزاد آمریکا          | ۲۰۰۴–۲۰۰۸  | ۵ عنوان قهرمانی پیاپی                                                   | به تنهایی                        | [ ۶۶ ]        |
| آزاد آمریکا          | ۲۰۰۴–۲۰۰۹  | ۴۰ پیاپی مسابقه برد                                                     | به تنهایی                        | [ ۶۷ ]        |

| دوره زمانی                      | دیگر رکوردهای منتخب                                    | بازیکنان مقابل            |
| مسابقات قهرمانی سال آخر         | مسابقات قهرمانی سال آخر                                | مسابقات قهرمانی سال آخر   |
| ------------------------------- | ------------------------------------------------------ | ------------------------- |
| ۲۰۰۳–۲۰۱۱                       | ۶ titles در مجموع                                      | به تنهایی                 |
| ۲۰۰۳–۲۰۱۵                       | ۱۰ فینال در مجموع                                      | به تنهایی                 |
| ۲۰۰۲–۲۰۱۷                       | ۱۴ نیمه نهایی در مجموع                                 | به تنهایی                 |
| ۲۰۰۲–۲۰۱۷                       | ۵۵ مسابقه برد در مجموع                                 | به تنهایی                 |
| ۲۰۰۲–۲۰۱۵                       | ۱۴ پیاپی حضور                                          | به تنهایی                 |
| ۲۰۰۲–۲۰۱۵، ۲۰۱۷                 | ۱۵ حضور در مجموع                                       | به تنهایی                 |
| ۱۰۰۰ رکورد در انجمن تنیس حرفه‌ای |                                                        |                           |
| ۲۰۰۰–۲۰۱۷                       | ۳۵۰ مسابقه برد در مجموع                                | به تنهایی                 |
| ۲۰۰۲–۲۰۱۷                       | ۴۶ فینال در مجموع                                      | رافائل نادال              |
| ۲۰۰۲–۲۰۱۱                       | ۹ گوناگون فینال                                        | نواک جوکوویچ رافائل نادال |
| ۲۰۰۴–۲۰۱۷                       | ۵ عنوان قهرمانی در ایندین مسترز                        | نواک جوکوویچ              |
| ۲۰۰۲–۲۰۰۷                       | ۴ عنوان قهرمانی در هامبورگ مسترز                       | به تنهایی                 |
| ۲۰۰۵–۲۰۱۵                       | ۷ عنوان قهرمانی در سینسیناتی مسترز                     | به تنهایی                 |
| ۲۰۱۲، ۲۰۱۵                      | بدون شکست قابل توجه یا باخت در سِت (در سینسیناتی مسترز) | به تنهایی                 |
| رکوردهای رده‌بندی                |                                                        |                           |
| ۲۰۰۴–۲۰۱۲                       | ۳۰۲ فته در مقام شماره ۱                                | به تنهایی                 |
| ۲ فوریه ۲۰۰۴ – ۱۷ اوت ۲۰۰۸      | ۲۳۷ پیاپی هفته شماره ۱.                                | به تنهایی                 |
| ۲۰۰۳–۲۰۱۷                       | ۱۱ بار به عنوان ۲ بازیکن برتر در پایان سال             | به تنهایی                 |
| ۲۰۰۳–۲۰۱۷                       | ۱۳ بار به عنوان ۳ بازیکن برتر در پایان سال             | به تنهایی                 |
| ۱۲ ژوئن ۲۰۰۰– ۵ ۲۰۱۸            | ۹۲۲ پیاپی هفته در صدر ۵۰                               | به تنهایی                 |
| ۳ مارس ۲۰۰۳– ۵ فوریه ۲۰۱۸       | ۶۹۰ هفته در رتبه ۴نفربرتر                              | به تنهایی                 |
| ۲۷ ژانویه ۲۰۰۳– ۵ فوریه ۲۰۱۸    | ۷۲۶ هفته در رتبه ۵ نفربرتر                             | به تنهایی                 |
| دیگر رکوردها                    |                                                        |                           |
| ۲۰۰۳–۲۰۰۵                       | ۲۶ پیاپی مسابقه پیروزی در مقابل ۱۰ حریف متفاوت         | به تنهایی                 |
| ۱۹۹۹–۲۰۱۸                       | ۷۱۵ پیروزی در زمین سخت                                 | به تنهایی                 |
| ۱۹۹۹–۲۰۱۸                       | پیروزی در ۸۶۷ مسابقه در زمین فضای آزاد                 | به تنهایی                 |
| ۲۰۰۵–۲۰۰۶                       | ۵۶ پیروزی پیاپی در زمین سخت                            | به تنهایی                 |
| ۲۰۰۳–۲۰۰۸                       | ۶۵ پیروزی پیاپی در چمن مسابقه                          | به تنهایی                 |
| ۲۰۰۳–۲۰۰۵                       | ۲۴ پیروزی پیاپی در رقابت‌های فینال                      | به تنهایی                 |
| ۲۰۰۳–۲۰۱۷                       | ۱۷ پیروزی در زمین چمن                                  | به تنهایی                 |
| ۲۰۰۲–۲۰۱۸                       | ۶۶ پیروزی در زمین سخت                                  | به تنهایی                 |
| ۲۰۰۲–۲۰۱۸                       | ۷۳ پیروزی در زمین فضای آزاد                            | رافائل نادال              |
| ۲۰۰۰–۲۰۱۷                       | ۱۳ فینال دررقابت‌های فردی (داخل سالن سوئیس)             | به تنهایی                 |
| ۱۹۹۸–۲۰۱۸                       | ۴۱۹ پیروزی تایبریک                                     | به تنهایی                 |
| ۱۹۹۹–۲۰۱۷                       | ۸۷٫۲۳٪ (۱۶۴–۲۴) برد در زمین چمن                        | به تنهایی                 |
| ۲۰۰۵–۲۰۰۷                       | ۳ سال پیاپی به عنوان شماره ۱                           | به تنهایی                 |
| ۱۹۹۸–۲۰۱۸                       | درامد حاصل از جوایز (۱۱۵٬۰۵۰٬۴۸۲ دلار)                 | به تنهایی                 |
| ۲۰۰۱–۲۰۱۵                       | ۱۵ سال پیاپی برد و یک عنوان قهرمانی                    | به تنهایی                 |
| ۲۰۰۰–۲۰۱۸                       | ۱۹ سال پیاپی رسیدن به فینال                            | جیمی کانرز                |
| ۲۰۰۰–۲۰۱۶                       | ۱۰ برد پس از trailing 0–2 in sets                      | آرون کریکستین بوریس بکر   |
| ۲۰۰۲–۲۰۱۷                       | کسب ۱۹ عنوان قهرمانی در ۵۰۰ تور انجمن تنیس حرفه‌ای      | رافائل نادال              |
| رکوردهای جام دیویس              |                                                        |                           |
| ۱۹۹۹–۲۰۱۵                       | ۴۰ برد جام دیویس انفرادی سوئیس                         | به تنهایی                 |
| ۱۹۹۹–۲۰۱۵                       | ۵۲ برد جام دیویس انفرادی و دو نفره برای سوئیس          | به تنهایی                 |
| ۱۹۹۹–۲۰۱۵                       | ۱۵ سال پیاپی بازی در جام دیویس برای سوئیس              | هاینتز گونتارت            |